# Wilchingen
Wilchingen est une commune suisse du canton de Schaffhouse.

## Géographie

Vue aérienne par Walter Mittelholzer (1919).

Selon l'Office fédéral de la statistique, Wilchingen mesure 21,13 km2.

## Histoire
- Wilechinga en 1049.
- En 2005, l'ancienne commune d'Osterfingen a été incorporée à celle de Wilchingen.

## Démographie
Selon l'Office fédéral de la statistique, Wilchingen possède 1 685 habitants en 2008. Sa densité de population atteint 79 hab./km2.
Le graphique suivant résume l'évolution de la population de Wilchingen entre 1850 et 2008 :

## Personnalité liée à la commune
- Ruth Blum (1913-1975), écrivain suisse
- Bertha Hallauer (1863-1939), poète suisse